# Zwirnerei Hebebrand

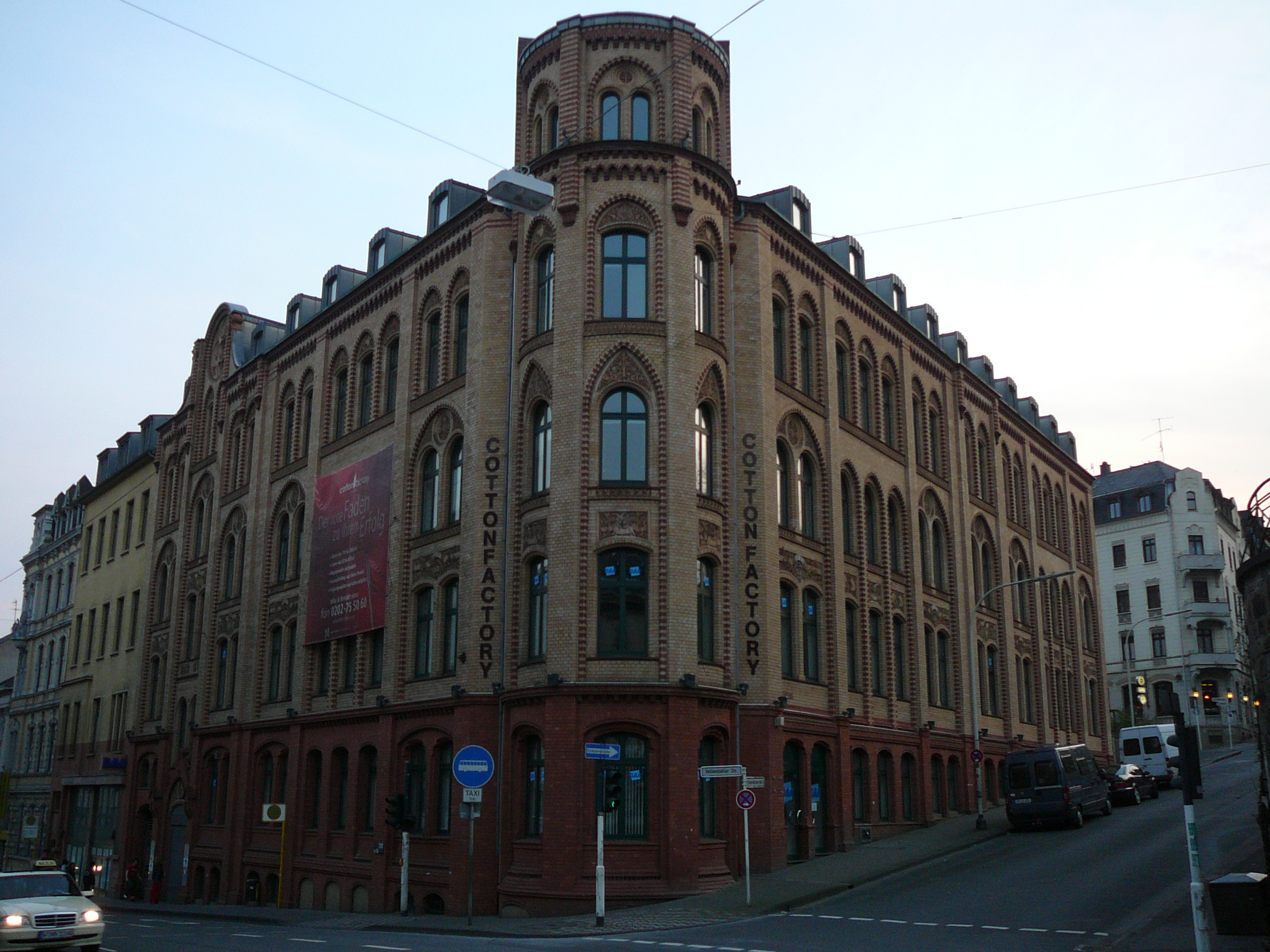
Zwirnerei Hebebrand

Die Zwirnerei Hebebrand (die Schreibweise Hebebrandt ist auch verbreitet) ist ein denkmalgeschütztes Fabrikgebäude (Hausanschrift: Uellendahler Str. 29) im Wuppertaler Stadtbezirk Elberfeld. Der Landschaftsverband Rheinland nennt das Bauwerk mit zwei weiteren Wuppertaler Gebäuden „einen der bedeutenden Bauten der Textilindustrie in Deutschland“. Das Fabrikgebäude ist eine der Stationen der Route „Textil im Wuppertal“.

## Beschreibung

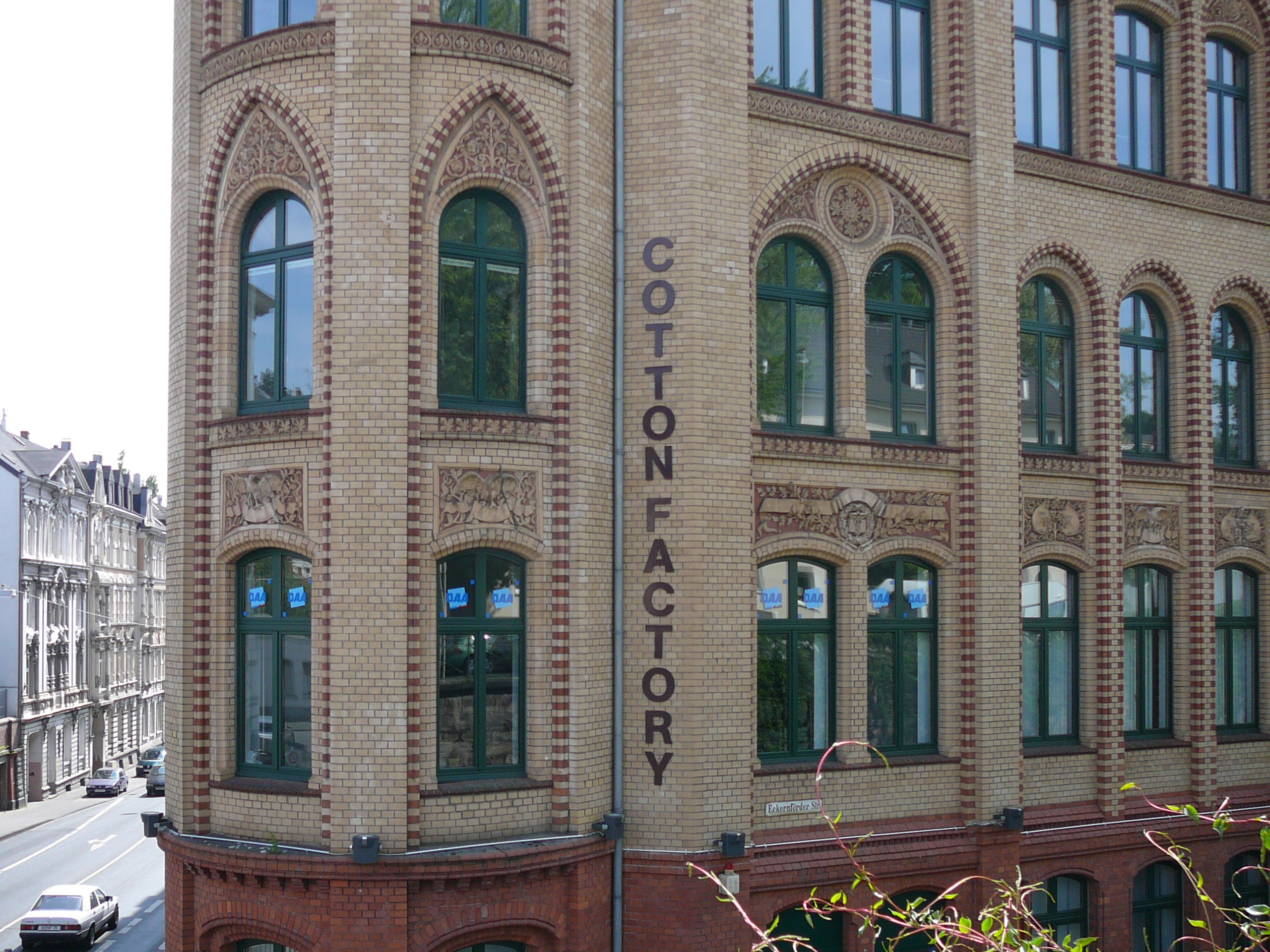
Teil der nördlichen Fassade

Das Eckgebäude der Zwirnerei Hebebrand ist ein drei- bis viergeschossiges Fabrikgebäude des Historismus, das mit einer aufwändig gegliederten Klinkerfassade weitgehend spätromanische Formen zitiert. Die zwei Flügel des Gebäudes sind im Schnittpunkt mit einem runden Eckturm miteinander verbunden, dem ein fünftes Turmgeschoss aufgesetzt ist. Durch Pilaster über die ganze Höhe des Gebäudes ist die Fassade in zwei- und dreiachsige Fenstergruppen gegliedert, rot-weiße Klinkersteinrahmungen mit Wulstkanten rahmen die Fenster des ersten und zweiten Obergeschosses und fassen so die beiden Geschosse zusammen, die ansonsten durch Reliefplatten innerhalb dieser Rahmungen voneinander abgesetzt sind. Der Eingang befindet sich am südlichen Ende der Ostfassade und ist durch einen sechsachsigen Risaliten abgesetzt, der im Dachbereich in einem Giebel endet und mit gotisierenden Schmuckelementen reich verziert ist.
Da die Eckernförder Straße nach Westen hin ansteigt, wird das nördlich sichtbare Erdgeschoss nach Westen zum Kellergeschoss. Dieses Keller- und Erdgeschoss ist von der übrigen Fassade in gelblichem Farbton mit roten Klinkersteinen abgesetzt. Die Fassade ist teilweise mit Formstücken und Majoliken ausgeschmückt.
Die Fassaden zum Hof und die Giebelseite an der westlichen Seite sind glatt verputzt.

## Geschichte
Das Fabrikgebäude der 1881 gegründeten Zwirnerei Firma Wilhelm Hebebrand (Mechanische Baumwollspinnerei Wilh. Hebebrand Gesellschaft mbH) an der Uellendahler-/Eckernförder Straße wurde in der Nachbarschaft des ehemaligen Bahnhofs Wuppertal-Mirke 1888 (nach einer anderen Quelle 1896) errichtet. Dies erfolgte rund acht Jahre nach Eröffnung der Bahnstrecke Düsseldorf-Derendorf–Dortmund Süd („Wuppertaler Nordbahn“).
Am 26. März 1991 wurde das Gebäude in der Liste der Baudenkmäler Wuppertals eingetragen. Nach umfangreichen Renovierungsarbeiten in den 1990er Jahren wird das Gebäude unter dem Namen „Cotton Factory“ mit rund 5000 m² Nutzfläche als Bürogebäude genutzt.